# Бинарное отношение
Бина́рное (двуме́стное) отноше́ние (соответствие) — отношение между двумя множествами {\displaystyle A} и {\displaystyle B}, то есть всякое подмножество декартова произведения этих множеств: {\displaystyle R\subseteq A\times B}. Бинарное отношение на множестве {\displaystyle A} — любое подмножество {\displaystyle R\subseteq A^{2}=A\times A}, такие бинарные отношения наиболее часто используются в математике, в частности, таковы равенство, неравенство, эквивалентность, отношение порядка.

## Связанные определения
- Множество всех первых компонент пар из {\displaystyle R\subseteq A\times B} называется областью определения отношения {\displaystyle R} и обозначается как {\displaystyle \mathrm {Dom} \,R}.[4]

{\displaystyle \mathrm {Dom} \,R=\{x\mid \exists y((x,\;y)\in R)\}.}
- Множество всех вторых компонент пар из {\displaystyle R} называется областью значений отношения {\displaystyle R} и обозначается как {\displaystyle \mathrm {Im} \,R}.

{\displaystyle \mathrm {Im} \,R=\{y\mid \exists x((x,\;y)\in R)\}.}
- Инверсия (обратное отношение) {\displaystyle R} — это множество {\displaystyle \{(x,\;y)\mid (y,\;x)\in R\}} и обозначается, как {\displaystyle R^{-1}}.
- Композиция[англ.] (суперпозиция) бинарных отношений {\displaystyle R} и {\displaystyle S} — это множество {\displaystyle \{(x,\;y)\mid \exists z(xRz\land zSy)\}} и обозначается, как {\displaystyle R\circ S}.[5][6]

## Свойства отношений
Бинарное отношение {\displaystyle R} на некотором множестве {\displaystyle M} может обладать различными свойствами, например:
- рефлексивность: {\displaystyle \forall x\in M:(xRx)},
- антирефлексивность (иррефлексивность): {\displaystyle \forall x\in M:\neg (xRx)},
- корефлексивность: {\displaystyle \forall x,y\in M:(xRy\Rightarrow x=y)},
- симметричность: {\displaystyle \forall x,\;y\in M:(xRy\Rightarrow yRx)},
- антисимметричность: {\displaystyle \forall x,\;y\in M:(xRy\wedge yRx\Rightarrow x=y)},
- асимметричность: {\displaystyle \forall x,\;y\in M:(xRy\Rightarrow \neg (yRx))},
- транзитивность: {\displaystyle \forall x,\;y,\;z\in M:(xRy\wedge yRz\Rightarrow xRz)},
- евклидовость: {\displaystyle \forall x,y,z\in M:(xRy\wedge xRz\Rightarrow yRz)},
- полнота (или связность[7]): {\displaystyle \forall x,y\in M:(xRy\lor yRx)},
- связность[англ.] (или слабая связность[7]): {\displaystyle \forall x,y\in M:(x\neq y\Rightarrow xRy\lor yRx)},
- трихотомия[англ.]: {\displaystyle \forall x,y\in M} верно ровно одно из трёх утверждений: {\displaystyle xRy}, {\displaystyle yRx} или {\displaystyle x=y}.

## Виды отношений
- Рефлексивное транзитивное отношение называется отношением квазипорядка.
- Рефлексивное симметричное транзитивное отношение называется отношением эквивалентности.
- Рефлексивное антисимметричное транзитивное отношение называется отношением (частичного) порядка.
- Антирефлексивное антисимметричное транзитивное отношение называется отношением строгого порядка.
- Полное антисимметричное (для любых {\displaystyle x,y} выполняется {\displaystyle xRy} или {\displaystyle yRx}) транзитивное отношение называется отношением линейного порядка.
- Антирефлексивное антисимметричное отношение называется отношением доминирования.

### Виды бинарных отношений
- Обратное отношение[уточнить] (отношение, обратное к {\displaystyle R}) — это двуместное отношение, состоящее из пар элементов {\displaystyle (y,x)}, полученных перестановкой пар элементов {\displaystyle (x,y)} данного отношения {\displaystyle R}. Обозначается: {\displaystyle R^{-1}}. Для данного отношения и обратного ему верно равенство: {\displaystyle (R^{-1})^{-1}=R}.
- Взаимо-обратные отношения (взаимообратные отношения) — отношения, являющиеся обратными друг по отношению к другу. Область значений одного из них служит областью определения другого, а область определения первого — областью значений другого.
- Рефлексивное отношение — двуместное отношение {\displaystyle R}, определённое на некотором множестве и отличающееся тем, что для любого {\displaystyle x} этого множества элемент {\displaystyle x} находится в отношении {\displaystyle R} к самому себе, то есть для любого элемента {\displaystyle x} этого множества имеет место {\displaystyle xRx}. Примеры рефлексивных отношений: равенство, одновременность, сходство.
- Антирефлексивное отношение (иррефлексивное отношение; так же, как антисимметричность не совпадает с несимметричностью, иррефлексивность не совпадает с нерефлексивностью) — бинарное отношение {\displaystyle R}, определённое на некотором множестве и отличающееся тем, что для любого элемента {\displaystyle x} этого множества неверно, что оно находится в отношении {\displaystyle R} к самому себе (неверно, что {\displaystyle xRx}).
- Транзитивное отношение — двуместное отношение {\displaystyle R}, определённое на некотором множестве и отличающееся тем, что для любых {\displaystyle x,y,z} из {\displaystyle xRy} и {\displaystyle yRz} следует {\displaystyle xRz} ({\displaystyle xRy\wedge yRz\to xRz}). Примеры транзитивных отношений: «больше», «меньше», «равно», «подобно», «выше», «севернее».
- Нетранзитивное отношение[уточнить] — двуместное отношение {\displaystyle R}, определённое на некотором множестве и отличающееся тем, что для любых {\displaystyle x,y,z} этого множества из {\displaystyle xRy} и {\displaystyle yRz} не следует {\displaystyle xRz} ({\displaystyle \neg (xRy\wedge yRz\to xRz)}). Пример нетранзитивного отношения: «x отец y»
- Симметричное отношение — бинарное отношение {\displaystyle R}, определённое на некотором множестве и отличающееся тем, что для любых элементов {\displaystyle x} и {\displaystyle y} этого множества из того, что {\displaystyle x} находится к {\displaystyle y} в отношении {\displaystyle R}, следует, что и {\displaystyle y} находится в том же отношении к {\displaystyle x} — {\displaystyle xRy\to yRx}. Примером симметричных отношений могут быть равенство, отношение эквивалентности, подобие, одновременность.
- Антисимметричное отношение — бинарное отношение {\displaystyle R}, определённое на некотором множестве и отличающееся тем, что для любых {\displaystyle x} и {\displaystyle y} из {\displaystyle xRy} и {\displaystyle yRx} следует {\displaystyle x=y} (то есть {\displaystyle R} и {\displaystyle R^{-1}} выполняются одновременно лишь для равных между собой членов).
- Асимметричное отношение — бинарное отношение {\displaystyle R}, определённое на некотором множестве и отличающееся тем, что для любых {\displaystyle x} и {\displaystyle y} из {\displaystyle xRy} следует {\displaystyle \neg yRx}. Пример: отношения «больше» (>) и «меньше» (<).
- Отношение эквивалентности — бинарное отношение {\displaystyle R} между объектами {\displaystyle x} и {\displaystyle y}, являющееся одновременно рефлексивным, симметричным и транзитивным. Примеры: равенство, равномощность двух множеств, подобие, одновременность.
- Отношение порядка — отношение, обладающие только некоторыми из трёх свойств отношения эквивалентности: отношение рефлексивное и транзитивное, но несимметричное (например, «не больше») образует нестрогий порядок, а отношение транзитивное, но нерефлексивное и несимметричное (например, «меньше») — строгий порядок.
- Отношение толерантности — бинарное отношение, удовлетворяющее свойствам рефлексивности и симметричности, но не обязательно являющееся транзитивным. Таким образом, отношение эквивалентности является частным случаем толерантности.
- Функция одного переменного — бинарное отношение {\displaystyle R}, определённое на некотором множестве, отличающееся тем, что каждому значению {\displaystyle x} отношения {\displaystyle xRy} соответствует лишь единственное значение {\displaystyle y}. Свойство функциональности отношения {\displaystyle R} записывается в виде аксиомы: {\displaystyle (xRy\wedge xRz)\to (y\equiv z)}.
- Биекция (взаимно-однозначное отношение) — бинарное отношение {\displaystyle R}, определённое на некотором множестве, отличающееся тем, что в нём каждому значению {\displaystyle x} соответствует единственное значение {\displaystyle y}, и каждому значению {\displaystyle y} соответствует единственное значение {\displaystyle x}.

## Операции над отношениями
Так как отношения, заданные на фиксированной паре множеств {\displaystyle A} и {\displaystyle B} суть подмножества множества {\displaystyle A\times B}, то совокупность всех этих отношений образует булеву алгебру относительно операций объединения, пересечения и дополнения отношений. В частности, для произвольных {\displaystyle a\in A}, {\displaystyle b\in B}:
{\displaystyle a\,(R\cup S)\,b\Leftrightarrow a\,R\,b\vee a\,S\,b},
{\displaystyle a\,(R\cap S)\,b\Leftrightarrow a\,R\,b\wedge a\,S\,b},
{\displaystyle a\,{\overline {R}}\,b\Leftrightarrow \neg a\,R\,b}.
Часто вместо объединения, пересечения и дополнения отношений говорят об их дизъюнкции, конъюнкции и отрицании.
Например, {\displaystyle ({=})\cup ({<})=({\leqslant })}, {\displaystyle ({=})\cap ({<})=\varnothing }, то есть объединение отношения строгого порядка с отношением равенства совпадает с отношением нестрогого порядка, а их пересечение пусто.
Кроме перечисленных важное значение имеют ещё операции обращения и умножения отношений, определяемые следующим образом. Если {\displaystyle R\subseteq A\times B}, то обратным отношением называется отношение {\displaystyle R^{-1}}, определённое на паре {\displaystyle B}, {\displaystyle A} и состоящее из тех пар {\displaystyle (b,a)}, для которых {\displaystyle a\,R\,b}. Например, {\displaystyle ({<})^{-1}=({>})}.
Пусть {\displaystyle R\subseteq A\times B}, {\displaystyle S\subseteq B\times C}. Композицией (или произведением) отношений {\displaystyle R} и {\displaystyle S} называется отношение {\displaystyle R\circ S\subseteq A\times C} такое, что:
{\displaystyle a\,(R\circ S)\,c\Leftrightarrow \exists b\in B:\,a\,(R)\,b\wedge b\,(S)\,c}.
Например, для отношения строгого порядка на множестве натуральных числе его умножение на себя определено следующим образом: {\displaystyle a({<})({<})b\Leftrightarrow a+1<b}.
Бинарные отношения {\displaystyle R} и {\displaystyle S} называются перестановочными, если {\displaystyle RS=SR}. Для любого бинарного отношения {\displaystyle R}, определённого на {\displaystyle A}, имеет место {\displaystyle R{\mathsf {Id}}_{A}={\mathsf {Id}}_{A}R}, где символом {\displaystyle {\mathsf {Id}}_{A}} обозначено равенство, определённое на {\displaystyle A}. Однако равенство {\displaystyle RR^{-1}={\mathsf {Id}}} не всегда справедливо.
Имеют место следующие тождества:
- {\displaystyle R(ST)=(RS)T},
- {\displaystyle (RS)^{-1}=S^{-1}R^{-1}},
- {\displaystyle {\overline {R^{-1}}}={\overline {R}}^{-1}},
- {\displaystyle (R\cup S)^{-1}=R^{-1}\cup S^{-1}},
- {\displaystyle (R\cap S)^{-1}=R^{-1}\cap S^{-1}},
- {\displaystyle R(S\cup T)=RS\cup RT},
- {\displaystyle (R\cup S)T=RT\cup ST}.

Аналоги последних двух тождеств для пересечения отношений не имеют места.